# Sac City
La ville de Sac City est le siège du comté de Sac, dans l’État de l’Iowa, aux États-Unis. Sa population s’élevait à 2 220 habitants lors du recensement de 2010, estimée à 2 105 habitants en 2016.

## Source
- (en) Cet article est partiellement ou en totalité issu de l’article de Wikipédia en anglais intitulé « Sac City, Iowa » (voir la liste des auteurs).